# 1980-as labdarúgó-Európa-bajnokság (selejtező – 6. csoport)
Az 1980-as labdarúgó-Európa-bajnokság selejtezőjének 6. csoportjának mérkőzéseit tartalmazó lapja. A csoportban Finnország, Görögország, Magyarország, és a Szovjetunió szerepelt. A csapatok körmérkőzéses, oda-visszavágós rendszerben játszottak egymással.
A csoportelső Görögország kijutott az 1980-as labdarúgó-Európa-bajnokságra. Magyarország a második helyen végzett.

## Tabella
| Hely. | Csapat       | M | Gy | D | V | G+ | G– | Gk | P | Továbbjutás                            |     | Görögország | Magyarország | Finnország | Szovjetunió |
| ----- | ------------ | - | -- | - | - | -- | -- | -- | - | -------------------------------------- | --- | ----------- | ------------ | ---------- | ----------- |
| 1.    | Görögország  | 6 | 3  | 1 | 2 | 13 | 7  | +6 | 7 | Kijutott az 1980-as Európa-bajnokságra |     | —           | 4–1          | 8–1        | 1–0         |
| 2.    | Magyarország | 6 | 2  | 2 | 2 | 9  | 9  | 0  | 6 |                                        |     | 0–0         | —            | 3–1        | 2–0         |
| 3.    | Finnország   | 6 | 2  | 2 | 2 | 10 | 15 | −5 | 6 |                                        | 3–0 | 2–1         | —            | 1–1        |             |
| 4.    | Szovjetunió  | 6 | 1  | 3 | 2 | 7  | 8  | −1 | 5 |                                        | 2–0 | 2–2         | 2–2          | —          |             |

## Mérkőzések
Az időpontok helyi idő szerint értendők.
| 1978. május 24. 19:00 |

| Finnország                  | 3–0               | Görögország |
| --------------------------- | ----------------- | ----------- |
| Ismail 35' 82' Nieminen 80' | (1–0) Jegyzőkönyv |             |

| Olympiastadion, Helsinki Nézőszám: 7740 Játékvezető: Heinz Einbeck (keletnémet) |

| 1978. szeptember 20. 18:30 |

| Finnország            | 2–1               | Magyarország |
| --------------------- | ----------------- | ------------ |
| Ismail 30' Pyykkö 53' | (1–0) Jegyzőkönyv | Tieber 74'   |

| Olympiastadion, Helsinki Nézőszám: 4797 Játékvezető: Erik Fredriksson (svéd) |

| 1978. szeptember 20. 19:00 |

| Szovjetunió                  | 2–0               | Görögország |
| ---------------------------- | ----------------- | ----------- |
| Csesznokov 20' Bezszonov 53' | (1–0) Jegyzőkönyv |             |

| Hrazdan Stadium, Jereván Nézőszám: 40 000 Játékvezető: John Carpenter (ír) |

| 1978. október 11. 18:00 |

| Magyarország            | 2–0               | Szovjetunió |
| ----------------------- | ----------------- | ----------- |
| Várady 26' Szokolai 60' | (1–0) Jegyzőkönyv |             |

| Népstadion, Budapest Nézőszám: 32 000 Játékvezető: Walter Eschweiler (nyugatnémet) |

| 1978. október 11. 15:30 |

| Görögország                                                                      | 8–1               | Finnország    |
| -------------------------------------------------------------------------------- | ----------------- | ------------- |
| Nikolúdisz 15' 25' Delikaris 23' 47' Mávrosz 38' 44' 75' (11-esből) Galákosz 81' | (5–0) Jegyzőkönyv | Heiskanen 61' |

| Apostolos Nikolaidis Stadium, Athén Nézőszám: 9000 Játékvezető: Marcel van Langenhove (belga) |

| 1978. október 29. 15:00 |

| Görögország                                | 4–1               | Magyarország |
| ------------------------------------------ | ----------------- | ------------ |
| Galákosz 58' 67' Ardízoglu 71' Mávrosz 89' | (0–0) Jegyzőkönyv | Várady 90'   |

| Toumba Stadium, Szaloniki Nézőszám: 13 463 Játékvezető: Nikola Milanov Doudine (bolgár) |

| 1979. május 2. 18:30 |

| Magyarország | 0–0         | Görögország |
| ------------ | ----------- | ----------- |
|              | Jegyzőkönyv |             |

| Népstadion, Budapest Nézőszám: 23 000 Játékvezető: Bartley John Homewood (angol) |

| 1979. május 19. 19:00 |

| Szovjetunió                  | 2–2               | Magyarország          |
| ---------------------------- | ----------------- | --------------------- |
| Csesznokov 23' Sengelija 75' | (1–1) Jegyzőkönyv | Tatár 33' Pusztai 63' |

| Dinamo Stadion, Tbiliszi Nézőszám: 75 000 Játékvezető: Brian McGinlay (skót) |

| 1979. július 4. 19:00 |

| Finnország | 1–1               | Szovjetunió    |
| ---------- | ----------------- | -------------- |
| Ismail 55' | (0–1) Jegyzőkönyv | Hapszalisz 28' |

| Olympiastadion, Helsinki Nézőszám: 13 119 Játékvezető: Ole Amundsen (dán) |

| 1979. szeptember 12. 17:00 |

| Görögország    | 1–0               | Szovjetunió |
| -------------- | ----------------- | ----------- |
| Nikolúdisz 25' | (1–0) Jegyzőkönyv |             |

| Apostolos Nikolaidis Stadium, Athén Nézőszám: 25 537 Játékvezető: António Garrido (portugál) |

| 1979. október 17. 14:00 |

| Magyarország             | 3–1               | Finnország  |
| ------------------------ | ----------------- | ----------- |
| Fekete 22' 42' Tatár 49' | (2–0) Jegyzőkönyv | Toivola 47' |

| Oláh Gábor utcai stadion, Debrecen Nézőszám: 18 000 Játékvezető: Charles Corver (holland) |

| 1979. október 31. 19:00 |

| Szovjetunió               | 2–2               | Finnország              |
| ------------------------- | ----------------- | ----------------------- |
| Andrejev 50' Gavrilov 67' | (0–0) Jegyzőkönyv | Haaskivi 76' Hakala 82' |

| Lenin Stadion, Moszkva Nézőszám: 1500 Játékvezető: Aleksandar Nikić (jugoszláv) |